# George Templeton Strong (compositeur)
Pour les articles homonymes, voir Strong.
George Templeton Strong (né à New York le 26 mai 1856, mort à Genève le 27 juin 1948) est un compositeur et  peintre américain. Sa musique est romantique. Après son déménagement à Vevey en 1897, il se dirige vers Genève et y passe les dernières années de sa vie. Bien qu'il ait fait carrière en Europe, il est considéré comme un compositeur américain. 

## Biographie

### Jeunesse et formation
Originaire d'une famille de musiciens amateurs, G. T. Strong est le fils d'une chanteuse et d'un avocat, organiste et membre du conseil d'administration de la Société philharmonique de New York. Egalement actif dans la communauté, il a fondé la Commission sanitaire des Etats-Unis pendant la guerre civile. 
Dès son enfance, il commence l'étude du piano et du violon mais se consacre à son instrument de prédilection, le hautbois. Il a aussi joué du cor anglais avec le Metropolitan Opera Orchestra. 
En 1879, il intègre le conservatoire de Leipzig où il étudie avec Richard Hoffman et Salomon Jadassohn. Il rencontre Liszt en 1881. Le compositeur hongrois accepte, en 1883 la dédicace du troisième poème symphonique que Strong vient d'achever, Ondine, opus 14. De 1886 à 1890, Strong est à Wiesbaden, où il compose sa cantate Le moulin hanté (The Haunted Mill). 

### Enseignant et compositeur
En 1891, il enseigne le contrepoint et la composition au New England Conservatory de Boston. 
Il se rend ensuite à Vevey, en Suisse où il se consacre à la peinture (aquarelle) sur les bords du lac Léman entre 1897 et 1912. Il n'écrit presque plus aucune musique durant cette période. 

### Dernières années
Ce n'est qu'à son arrivée à Genève en 1913 qu'il se remet à la composition. C'est la première exécution de sa deuxième symphonie Sintram. La même année, le chef d'orchestre Ernest Ansermet crée une autre œuvre de Strong, La nuit. Quatre petits poèmes symphoniques pour orchestre. En 1929, il compose cinquante-huit œuvres pour piano en quatre-vingt-dix-huit jours. Il meurt à Genève le 27 juin 1948 à l'âge de 92 ans.

## Vie privée
G. T. Strong s'est marié trois fois. 
Il a d'abord épousé Frances Gertrude Veronica Anderson (une cousine du créateur de costumes de théâtre et peintre, Percy Anderson) en juin 1883 à Samer, puis Elizabeth Jane Myers en 1894 à Brentford et enfin après la Seconde guerre mondiale, Léonie Clara Ehrat. 

## Œuvres

### Orchestre

#### Symphonie
- Symphonie n°1 In den Bergen, œuvre perdue
- Symphonie n° 2 en sol mineur Sintram, opus 50 (1887-88) jouée le 4 mars 1893 à New York. Dédiée au compositeur Edward MacDowell
- Symphonie n° 3 An der See, œuvre perdue

#### Poème symphonique
- Ein Totentanz, poème symphonique (1878)
- Undine, poème symphonique (1883) dédié à Franz Liszt.
- Le roi Arthur, poème symphonique (1891-1916).
- Die Nacht. Quatre petits poèmes symphoniques pour orchestre joué le 27 novembre 1913 à Montreux
- Ondine, opus 14, poème symphonique (1945)

### Œuvre concertante
- Élégie pour violoncelle et orchestre (1917)
- Une vie d'artiste, pour violon et orchestre, œuvre dédiée à Joseph Szigeti (1917) jouée à Zürich en juin 1920.
- Hallali pour cor seul et orchestre (1923)
- Suite pour violoncelle et orchestre (1923)
- Pollainiani, Six pièces pour violoncelle et orchestre (1931)
- Trois aquarelles, pour voix et orchestre (1931)

### Musique de chambre
- Trois idylles symphoniques pour deux pianos, opus 29
- Sonate pour alto et violoncelle (1916)
- Cinq aquarelles, pour quintette à vents (1933)
- Quatuor à cordes (1935)
- Choral pour cordes sur un thème de Hans Leo Hassler (1929)

### Œuvre vocale ou chorale
- Le moulin hanté, cantate